# 황진희
황진희(1976년 5월 26일 ~ )는 대한민국의 가수이다.

## 음반
- 2008년 11월 15일 상사화 / 가락지
- 2016년 10월 25일 못난사랑

## 방송
- KBS1 가요무대
- KBS1 전국노래자랑
- 아이넷TV 청춘

## 수상
- 2014년 제20회 대한민국 연예예술상 연예예술발전공로상
- 2014년 제20회 대한민국 연예예술상 사회봉사상
- 2015년 원주예술상 대상
- 2016년 제22회 대한민국 연예예술상 연예예술발전공로상